# (37830) 1998 BX33
1998 BX33 (asteroide 37830) é um asteroide da cintura principal. Possui uma excentricidade de 0.17424490 e uma inclinação de 24.59670º.
Este asteroide foi descoberto no dia 31 de janeiro de 1998 por Takao Kobayashi em Oizumi.